# Fernando Hernández Palacios
Fernando Aureliano Hernández Palacios Mirón (Xalapa, Veracruz; 1 de abril de 1949) es un político y académico mexicano, actuario de profesión y auxiliar judicial de la Facultad de Ciencias por la Universidad Nacional Autónoma de México   (UNAM).

## Biografía
Es hijo de Aureliano Hernández Palacios y María Luisa Mirón Cuevas.

## Trayectoria académica
Hernández Palacios Mirón fue catedrático en diversas facultades de la Universidad Veracruzana, impartiendo clases en las facultades de economía, ingeniería, administración, arquitectura y en la maestría de Desarrollo Regional.

## Trayectoria política y administrativa
- Ocupó el cargo de director de Seguridad Pública en Tlalpan de 1999 a 2000.
- En el ámbito federal, fue titular del Centro Nacional de Supervisión y Control de la Policía Federal Preventiva de 2002 a 2004.
- Fue director en comisión de Recursos Naturales y secretario del Medio Ambiente en la delegación de Tlalpan entre 2004 y 2006.
- En el estado de Veracruz, se desempeñó como funcionario del Instituto de Pensiones y tesorero general del estado.
- Es socio de la empresa Inteligencia Institucional, S.A..
- Fue director general Jurídico y de Gobierno en la administración encabezada por Claudia Sheinbaum hasta el 6 de diciembre de 2017, momento en el que se convirtió en el encargado del despacho de la jefatura de la delegación Tlalpan.[2]

## Participación política
- Fue Secretario Adjunto y presidente de la Comisión de Asuntos Económicos, Políticos y Sociales del partido Convergencia.[3]
- En las elecciones de 2009 en el Distrito Federal, contendió por el Distrito 14 como candidato de los partidos PT y Convergencia, obteniendo 12,988 votos (13.87%), frente a los 29,706 votos (31.72%) de Héctor Hugo Hernández Rodríguez.

## Controversias
El 4 de octubre de 2017, Raúl Flores, líder del PRD capitalino, presentó una denuncia penal en su contra por presuntamente permitir la operación irregular del Colegio Enrique Rébsamen, el cual colapsó el 19 de septiembre de 2017.